# Sonate K. 523
La sonate K. 523 (F.467/L.490) en sol majeur est une œuvre pour clavier du compositeur italien Domenico Scarlatti.

## Présentation
La sonate K. 523, en sol majeur, est notée Allegro. Comme les sonates K. 96 et K. 159, certaines éditions (et notamment les Classiques favoris) la nomment Gigue.
Tout au long de cette pièce, Scarlatti ménage aux deux mains des sauts par mouvements contraires qui sont particulièrement délicats.

## Manuscrits
Le manuscrit principal est le numéro 10 du volume XIII (Ms. 9784) de Venise (1754), copié pour Maria Barbara ; les autres sont Parme XV 10 (Ms. A. G. 31420), Münster (D-MÜp) I 52 (Sant Hs 3964) et Vienne D 2 (VII 28011 D). Une copie est conservée à Barcelone (E-Bbc), Ms. M 1964 (no 4).

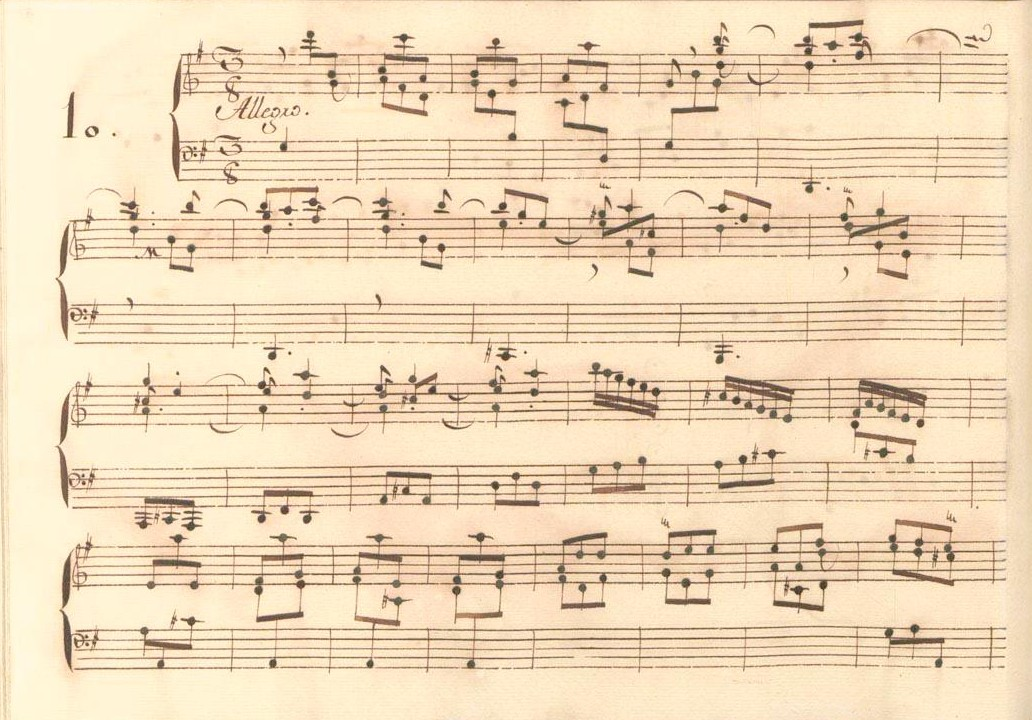
Parme XV 10.
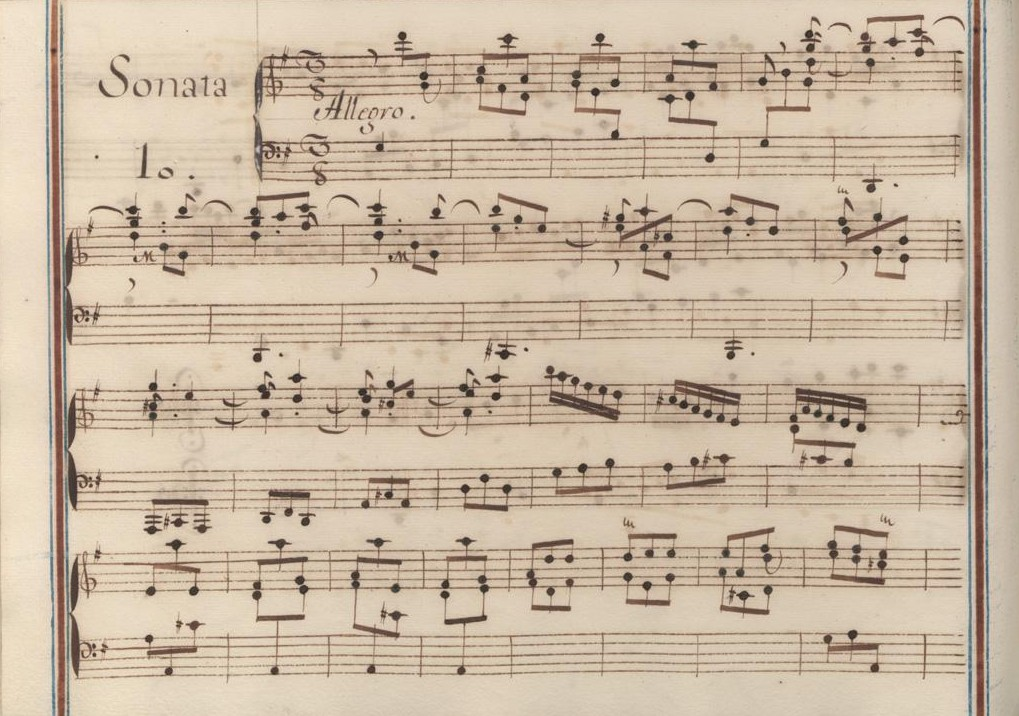
Venise XIII 10.
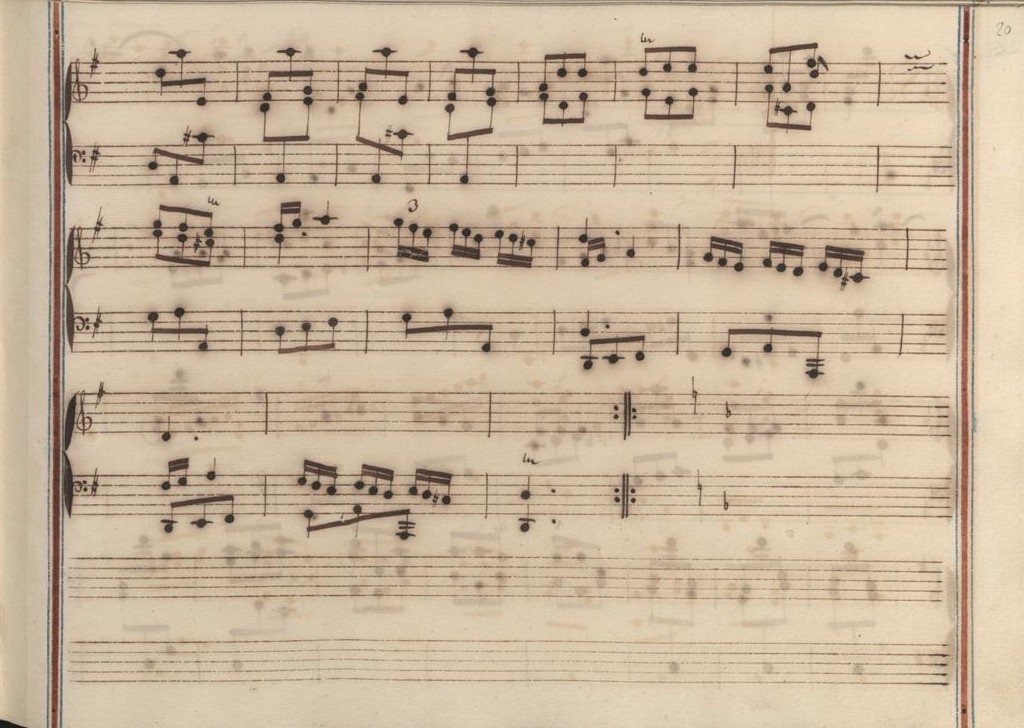
Venise XIII 10 (fin de la première section).

## Arrangement
Ignaz Friedman a réalisé un arrangement. Il est interprété notamment par Joseph Moog (2013) et Joseph Banowetz (2016, Grand Piano).

## Interprètes
La sonate K. 523 est défendue au piano notamment par Carlo Zecchi (1926, sur piano Welte-Mignon ; 1935 et 1937, Cetra-APR), Marcelle Meyer (1954, EMI), Mikhaïl Pletnev (1994, Virgin), Eteri Andjaparidze (1994, Naxos, vol. 1), Carlo Grante (2013, Music & Arts, vol. 4) ; au clavecin par Scott Ross (1985, Erato), Richard Lester (2004, Nimbus, vol. 5) et Pieter-Jan Belder (Brilliant Classics, vol. 12).

## Sources
: document utilisé comme source pour la rédaction de cet article.
- Ralph Kirkpatrick (trad. de l'anglais par Dennis Collins), Domenico Scarlatti, Paris, Lattès, coll. « Musique et Musiciens », 1982 (1re éd. 1953 (en)), 493 p. (ISBN 978-2-7096-0118-4, OCLC 954954205, BNF 34689181).
- Alain de Chambure, « Domenico Scarlatti : Intégrale des sonates — Scott Ross », Erato (2564-62092-2), 1985 (OCLC 891183737) .
- (en) W. Dean Sutcliffe, The Keyboard Sonatas of Domenico Scarlatti and Eighteenth-Century Musical Style, Cambridge / New York, Cambridge University Press, 2008, xi-400 (ISBN 978-0-521-07122-2, OCLC 1005658462), p. 158–163.